# Koleśniki (Podlachie)
Pour les articles homonymes, voir Koleśniki.
Koleśniki est un village polonais du district administratif de Mońki, dans le powiat de Mońki, voïvodie de Podlachie, au Nord-Est du pays. Il est situé à environ 5 km au Nord-Est de Mońki et à 41 km au Nord-Ouest de la capitale régionale Białystok.